# Sarsicopia polaris
Sarsicopia polaris is een eenoogkreeftjessoort uit de familie van de Platycopiidae. De wetenschappelijke naam van de soort is voor het eerst geldig gepubliceerd in 1997 door Martínez Arbizu.